# Schönhausen
Schönhausen é um município da Alemanha, situado no distrito de Stendal, no estado de Saxônia-Anhalt. Tem 74 km² de área, e sua população em 2019 foi estimada em 2.091 habitantes.

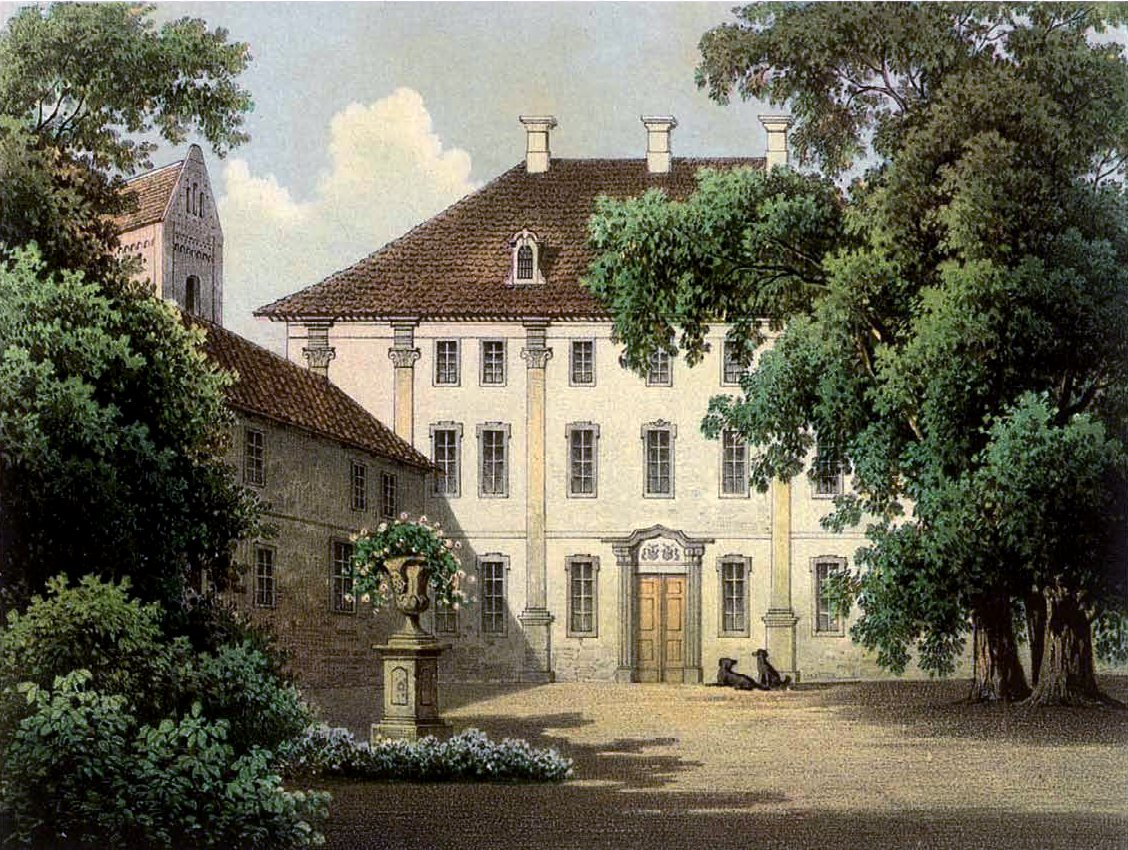
Pintura da mansão Schönhausen I, local de nascimento de Otto von Bismarck